# Gleb Kotelnikov
Gleb Evguenievitch Kotelnikov (em russo:  Глеб Евгеньевич Котельников; 18 de janeiro de 1872 – 22 de novembro de 1944) foi um inventor russo-soviético, que introduziu o paraquedas de frenagem e o paraquedas em mochilas.